# Kunčice nad Labem
Kunčice nad Labem (do 17. prosince 1990 Kunčice, německy Pelsdorf an der Elbe) jsou podkrkonošská obec v okrese Trutnov v Královéhradeckém kraji. Žije zde 569 obyvatel.

## Historie
První písemná zmínka o obci pochází z roku 1454.

## Obyvatelstvo
| Rok            | 1869 | 1880 | 1890 | 1900 | 1910 | 1921 | 1930 | 1950 | 1961 | 1970 | 1980 | 1991 | 2001 | 2011 | 2021 |
| -------------- | ---- | ---- | ---- | ---- | ---- | ---- | ---- | ---- | ---- | ---- | ---- | ---- | ---- | ---- | ---- |
| Počet obyvatel | 532  | 526  | 580  | 703  | 689  | 650  | 686  | 464  | 551  | 549  | 531  | 545  | 573  | 530  | 540  |
| Počet domů     | 56   | 72   | 78   | 84   | 78   | 75   | 88   | 90   | 86   | 92   | 98   | 116  | 130  | 141  | 148  |

## Obecní správa

### Obecní symboly
Znak a vlajka byly obci uděleny rozhodnutím předsedy Poslanecké sněmovny Parlamentu České republiky dne 25. března 2005.

## Průmysl
V obci sídlí závod společnosti Krkonošské vápenky Kunčice, který vyrábí maltové a omítkové směsi a dále zpracovává vápenec z lomu v Černém Dole, dopravovaný do Kunčic lanovkou.

## Doprava
V obci je stanice železniční trati 040 Trutnov–Stará Paka-Chlumec nad Cidlinou, kde odbočuje dráha do Vrchlabí (trať 044).

## Pamětihodnosti
- Kaple Panny Marie – Postavena roku 1847 z iniciativy vrchního Vrchlabského panství Jana Křikavy. Po vzoru kaple v Klášterské Lhotě byla roku 1906 rozšířena o lehkou hrázděnou přístavbu lodě.[8]